# Polposipus herculeanus
Polposipus herculeanus là một loài bọ cánh cứng không bay được kiếm ăn về đêm trong họ Tenebrionidae. Nó là loài đặc hữu của Seychelles. Con trưởng thành dài khoảng 20–30 mm, và là loài lớn nhất trong họ Tenebrionidae.